# Grêmio Esportivo Sãocarlense
Der Grêmio Esportivo Sãocarlense war ein Fußballverein aus São Carlos im brasilianischen Bundesstaat São Paulo.

## Geschichte
Sãocarlense wurde am 19. März 1976 gegründet. Er sollte die Nachfolge des Madrugada EC antreten, welcher von 1974 bis 1976 bestand. Dieser hatte drei Mal an der dritten Liga der Staatsmeisterschaft von São Paulo teilgenommen, aber niemals in deren obersten Spielklasse.
Im Jahr seiner Gründung debütierte der Klub in der Série A2 der Staatsmeisterschaft, deren zweiten Liga. Nachdem Sãocarlense 1987 nicht am Ligabetrieb teilgenommen hatte, musste der Klub 1988 in der dritten Liga der Staatsmeisterschaft antreten. 1989 konnte man sich in dieser die Meisterschaft und die Rückkehr in die zweite Liga sichern. In der Staatsmeisterschaft 1990 belegte Sãocarlense den vierten Platz und sicherte sich damit den erstmaligen Aufstieg in die Série A1.
Der Klub in der Liga am 24. Juli 1991 seinen Einstand. Das Heimspiel gegen den União São João EC endete 1:1. Am Ende der ersten Runde hatte Sãocarlense in seinen 26 Spielen in seiner Gelben Gruppe, in der die schwächeren Klubs einsortiert waren, eine Erfolgsbilanz von neun Siegen und zehn Unentschieden bei 31:29 Toren aufzuweisen. Damit belegte man den fünften Platz, zog zwar nicht in die zweite Runde ein, hatte aber den Klassenerhalt gesichert. Hier musste Sãocarlense sich dann 1992 in der Grünen Gruppe der stärkeren Teilnehmer bewähren. Diese erwiesen sich für den Klub als zu stark. In seinen 26 Spielen kam man auf vier Siege und acht Unentschieden bei 25:41 Toren.
1993 musste Sãocarlense wieder in der Gelben Gruppe der Série A1 antreten. Am Ende der Austragung belegte der Klub in dieser den sechsten Platz. Im Anschluss nahm der regionale Fußballverband Federação Paulista de Futebol einer Neustrukturierung der Ligen vor. Die Gelbe Gruppe der Série A1 wurde zur künftigen Série A2 und Sãocarlense fand sich ab 1994 in dieser wieder. Bis einschließlich 2004 trat der Klub noch in einer der unteren Ligen der Staatsmeisterschaft an.
1997 kam es zu der Begebenheit, dass Sãocarlense auf eine Europareise ging. Der Klub hat die Einladung aufgrund einer Verwechslung mit dem Grêmio FBPA aus Porto Alegre erhalten. Dieser hatte die Copa Libertadores 1995, die Meisterschaft 1996 und den Copa do Brasil 1997 gewonnen. Das erste Spiel fand in England gegen den FC Burnley statt (0:1-Niederlage). Danach unterlag der Klub dem Tranmere Rovers mit 0:2. Die englische Presse ging davon aus, dass eine Reservemannschaft des Grêmio FBPA antrat. Nächste Station war Italien, wo es beim AC Perugia Calcio zu einer 1:3-Niederlage kam. Dann trat Sãocarlense beim Memorial Mario Cecchi Gori gegen AC Florenz (0:1) und Lazio Rom (0:2) an.
2005 stellte der Klub seinen Profibetrieb ein und soll danach noch bis 2019 im Nachwuchsbereich auf kommunaler Ebene aktiv gewesen sein. Der Grêmio Desportivo São-Carlense trat 2016 in die Fußstapfen von Sãocarlense, kam bislang aber über die vierte Liga der Staatsmeisterschaft nicht hinaus.

## Teilnahme an Fußballwettbewerben
| Wettbewerb                   | Teilnahmen                             |
| ---------------------------- | -------------------------------------- |
| Staatsmeisterschaft Série A1 | 03× – 1991–1993                        |
| Staatsmeisterschaft Série A2 | 21× – 1976–1986, 1990, 1994, 1996–2003 |
| Staatsmeisterschaft Série A3 | 03× – 1988–1989, 2004                  |

## Erfolge
- Staatsmeisterschaft von São Paulo – Série A3: 1989